# Матей II Константинополски
Матей II Константинополски (на гръцки: Ματθαῖος Β) e на три пъти Вселенски патриарх в периода от февруари 1596 г. до февруари 1603 г. Този период в османската история е отново бурен с нарушението на предходната традиция от времето на Сюлейман Великолепни, вселенските патриарси да се задържат на трона до смъртта си. В крайна сметка по това време се налага нова политическа линия във вселенската църква довела на власт Кирил Лукарис. 

## Биография
Матей е родом от село Клиново до Стаги. Преди да бъде избран за вселенски патриарх е митрополит на Яна. Първият му избор за вселенски патриарх не е признат от Светия Синод на Вселенската патриаршия и Матей се вижда принуден да се оттегли на Света гора. 
Матей остава в историята с това че установява седалището на Вселенската патриаршия в църквата „Свети Георги“. Също така канонизира Филотея Атинска с цел укрепване православната вяра на гърците. В тази насока следва стъпката на предходника си Йеремия I, който възстановява Осиос Лукас. 